# Rhyacophila ngawang
Rhyacophila ngawang är en nattsländeart som beskrevs av Schmid 1970. Rhyacophila ngawang ingår i släktet Rhyacophila och familjen rovnattsländor. Inga underarter finns listade i Catalogue of Life.